# Coelomomyces
Coelomomyces è un genere di funghi della famiglia Coelomomycetaceae.

## Tassonomia
Contiene le seguenti specie:
- Coelomomyces stegomyiae Keilin 1921
- Coelomomyces africanus A.J. Walker 1985
- Coelomomyces angolensis H. Ribeiro 1992
- Coelomomyces anophelesicus A.V.V. Iyengar 1962
- Coelomomyces arcellaneus Couch & Lum 1985
- Coelomomyces arsenjevii Koval & E.S. Kuprian. 1981
- Coelomomyces ascariformis Van Thiel 1962
- Coelomomyces azerbaijanicus E.S. Kuprian. & Koval 1986
- Coelomomyces beirnei Weiser & McCauley 1972
- Coelomomyces bisymmetricus Couch & H.R. Dodge ex Couch 1962i ｈｊにゅ７
- Coelomomyces borealis Couch & Service 1985
- Coelomomyces cairnsensis Laird 1962
- Coelomomyces canadensis (Weiser & McCauley) Nolan 1978
- Coelomomyces carolinianus Couch, Umphlett & H.A. Bond 1985
- Coelomomyces celatus Couch & Hembree 1985
- Coelomomyces chironomi Rasín 1929
- Coelomomyces ciferrii Leão 1965
- Coelomomyces couchii Nolan & B.Taylor 1979
- Coelomomyces cribrosus Couch & H.R. Dodge ex Couch 1962
- Coelomomyces dentialatus Couch & Rajap. 1985
- Coelomomyces dodgei Couch 1962
- Coelomomyces dubitskii Couch & Bland 1985
- Coelomomyces elegans Couch & Rajap. 1985
- Coelomomyces fasciatus Couch & A.V.V. Iyengar 1985
- Coelomomyces finlayae Laird 1962
- Coelomomyces grassei Rioux & Pech 1962
- Coelomomyces iliensis Dubitskii, Dzerzh. & Daneb. 1973
- Coelomomyces indicus A.V.V. Iyengar 1962
- Coelomomyces iyengarii Couch 1985
- Coelomomyces keilinii Couch & H.R. Dodge ex Couch 1962
- Coelomomyces lacunosus Couch & O.E. Sousa 1985
- Coelomomyces lairdii Maffi & Nolan 1977
- Coelomomyces lativittatus Couch & H.R. Dodge ex Couch 1962
- Coelomomyces macleayae Laird 1962
- Coelomomyces madagascaricus Couch & Grjebine 1985
- Coelomomyces milkoi Dudka & Koval 1973
- Coelomomyces musprattii Couch 1985
- Coelomomyces neotropicus Lichtw. & L.D. Gómez 1993
- Coelomomyces notonectae (Bogoyavl.) Keilin 1927
- Coelomomyces omorii Laird, Nolan & Mogi 1975
- Coelomomyces opifexi Pillai & J.M.B. Sm. 1968
- Coelomomyces orbicularis Couch & Muspratt 1985
- Coelomomyces orbiculostriatus 	Couch & Pras. 1985
- Coelomomyces pentangulatus Couch 1962
- Coelomomyces ponticulus Nolan & Mogi 1980
- Coelomomyces psorophorae Couch 1962
- Coelomomyces punctatus Couch & H.R. Dodge ex Couch 1962
- Coelomomyces quadrangulatus Couch 1962
- Coelomomyces raffaelei Coluzzi & Rioux 1962
- Coelomomyces reticulatus Couch & A.J. Walker 1985
- Coelomomyces rugosus Couch & Service 1985
- Coelomomyces sculptosporus Couch & H.R. Dodge ex Couch 1962
- Coelomomyces seriostriatus Couch & J.B. Davies 1985
- Coelomomyces solomonis Laird 1962
- Coelomomyces stegomyiae Keilin 1921 type specie
- Coelomomyces sulcatus Couch & A.V.V. Iyengar 1985
- Coelomomyces tasmaniensis Laird 1962
- Coelomomyces thailandensis Couch, D. Gould & Hembree 1985
- Coelomomyces triangulatus Couch & W.W. Martin 1985
- Coelomomyces tuberculatus Bland & Rodhain 1985
- Coelomomyces tuzetiae Manier, Rioux, F. Coste & Maurand 1970
- Coelomomyces uranotaeniae Couch 1945
- Coelomomyces utahensis Romney, Couch & L.T. Nielsen 1985
- Coelomomyces walkeri Van Thiel 1962